# Gillian Roberts
Pour les articles homonymes, voir Roberts.
Gillian Roberts, nom de plume de Judith Greber, née le 27 juillet 1939 à Philadelphie, dans l'État de Pennsylvanie, est une femme de lettres américaine, auteure de roman policier.

## Biographie
En 1988, elle publie Caught Dead in Philadelphia, premier titre de la série consacrée à Amanda Pepper, institutrice de profession qui, au gré du hasard, devient détective amateur. Ce roman remporte le prix Anthony 1989 du meilleur premier roman.

## Œuvre

### Romans signés Gillian Roberts

#### SérieAmanda Pepper
- Caught Dead in Philadelphia (1987)
- Philly Stakes (1989)
- I'd Rather Be in Philadelphia (1992)
- With Friends Like These... (1993)
- How I Spent My Summer Vacation (1994)
- In The Dead of Summer (1995)
- The Mummers' Curse(1996)
- The Bluest Blood (1998)
- Adam and Evil (1999)
- Helen Hath No Fury (2000)
- Claire and Present Danger (2003)
- Till the End of Tom (2004)
- A Hole in Juan (2006)
- All's Well That Ends (2007)

#### SérieEmma Howe et Billie August
- Time and Trouble (1998)
- Whatever Doesn't Kill You (2001)

### Romans signés Judith Greber
- Easy Answers (1982)
- The Silent Partner (1984)
- Mendocino (1988)
- As Good As It Gets (1992)

### Nouvelles

#### SérieAmanda Pepper
- One Beautiful Body (1992)

#### Autres nouvelles
- Godbye, Sue Ellen (1992) Publié en français sous le titre Au revoir, Sue Ellen, dans l'anthologie Au commencement était le crime, Paris, Éditions du Masque (1995)  (ISBN 2-7024-2549-6) ; réédition, Paris, LGF, coll. « Le Livre de poche » no 13934 (1996)  (ISBN 2-253-13934-3) ; réédition Bonne Soirée no 3987 (juillet 1998)
- The Old Wife's Tale (2007)

### Autre ouvrage
- You Can Write a Mystery (1999)

## Prix et distinctions

### Prix
- Prix Anthony 1988 du meilleur premier roman pour Caught Dead in Philadelphia[1]

### Nomination
- Prix Agatha 1989 du meilleur roman pour Philly Stakes[2]
- Prix Barry 2008 de la meilleure nouvelle pour The Old Wife's Tale[3]